# Edward Isak Hambro (1851–1936)
Edward Isak Hambro, född den 26 december 1851, död 1936, var en norsk jurist, son till Christian Frederik Hambro.
Hambro tog 1875 juridisk ämbetsexamen, blev 1891 assessor i Kristiania "byret" och var 1905-07 konstituerad och 1910-21 ordinarie assessor i Høyesterett. Han var (från 1893) medlem av kommittén rörande prästerskapets avlöningssätt och kyrkornas inkomster samt deltog senare i förhandlingarna om lagens genomförande. Han höll 1896-97 föreläsningar vid universitetet över valda ämnen rörande norsk förmögenhetsrätt och skötte vid flera tillfällen professorsförordnanden.